# Peter Schmeichel
Peter Bolesław Schmeichel, född 18 november 1963 i Gladsaxe kommun i Danmark, är en dansk före detta fotbollsmålvakt. Schmeichel utsågs två gånger till världens bästa målvakt: 1992 och 1993. Han var polsk medborgare, till dess han fyllde sju år, med anledning av att hans far kom från Polen. Peter Schmeichel är far till Kasper Schmeichel.

## Klubbkarriär
Peter Schmeichel fick sitt genombrott som målvakt i Brøndby IF. Han värvades 1991 till Manchester United, klubben han spelade för till 1999. I Manchester United blev Schmeichel en internationell fotbollsstjärna. I  UEFA-cupen 1995 gjorde han ett mål mot Rotor Volgograd. Under Schmeichels sista år med Manchester United vann laget den så kallade trippeln: Premier League, FA-cupen och Champions League. Schmeichel var central för framgångarna, som när han i semifinalen i FA-cupen mot Arsenal FC räddade Dennis Bergkamps straffspark i slutminuterna. I Champions League-finalen var Schmeichel lagkapten sedan Roy Keane stängts av. 
Efter tiden i United gick Schmeichel vidare till Sporting Lissabon 1999. Året därpå blev han portugisisk seriemästare med klubben. Efter två säsonger i Portugal återvände Schmeichel till Premier League, och Birminghamlaget Aston Villa FC. Den 20 oktober 2001 gjorde Schmeichel som den förste målvakten i Premier leagues historia, mål, när Aston Villa besegrade Everton med 3–2.
Efter tiden i Aston Villa gick Schmeichel till Manchester City. Det blev endast en säsong och ett fåtal matcher, varefter Schmeichel avslutade karriären. 1999 köpte Peter Schmeichel majoriteten av sin gamla klubb Hvidovre IF i ett läge då klubben hade ekonomiska problem.

## Landslagskarriär
I danska landslaget firade Schmeichel stora triumfer, med Europamästartiteln 1992 som den största framgången. Landslagsdebuten skedde mot Grekland 1987. EM-slutspelet 1988 var Peter Schmeichels första stora mästerskap. Schmeichel spelade i 2 av 3 matcher. Det blev idel förluster och Danmark gick inte vidare från gruppspelet.
Efter mästerskapet blev Schmeichel landslagets förstemålvakt. Danmark missade VM-slutspelet 1990. I EM 1992 i Sverige var Danmark tillbaka. Danskarna hade fått en friplats i turneringen sedan kriget i Jugoslavien omöjliggjorde jugoslavisk medverkan.
Schmeichel var en av EM:s främsta målvakter. I semifinalen mot Nederländerna gjorde Schmeichel en kanonmatch: 2–2 efter 90 minuter efter mål av Henrik Larsen  (6 och 33), Dennis Bergkamp (24) och Frank Rijkaard (86). Danmark vann 7–6 efter straffläggning, Schmeichel avgjorde genom att rädda en straff från Marco van Basten. Finalen vann Danmark med 2–0 mot Tyskland - Schmeichel höll alltså nollan. Turneringssegern räknas som Danmarks största fotbollstriumf.
Danmark missade VM-slutspelet 1994, men kvalificerade sig till EM-slutspelet 1996. EM 96 blev ingen succé, varken för Schmeichel eller det danska laget. Oavgjort, 1–1 mot Portugal, följdes av ett svidande 0–3-nederlag mot Kroatien. I den matchen gjorde Schmeichel ett påhopp på den kroatiske skyttekungen Davor Šuker. 
1998 deltog Peter Schmeichel i VM-slutspelet, hans enda och Danmarks första sedan 1986. I gruppspelet vann Danmark med 1–0 mot Saudiarabien, spelade 1–1 mot Sydafrika och förlorade sista matchen mot värdnationen Frankrike med 1–2. Ändå avancerade danskarna till åttondelsfinal där man besegrade Nigeria med 4–1. I kvartsfinalen mot Brasilien gjorde Martin Jørgensen mål efter två minuter. Danmark föll till slut med 2–3. 
2000 spelade Schmeichel i sitt fjärde EM-slutspel men Danmark förpassades mållöst ur turneringen efter 0–3 mot Frankrike, 0–3 mot Nederländerna och 0–2 mot Tjeckien. Schmeichel spelade sin sista landskamp mot Slovenien 2001. Det blev sammanlagt 129 landskamper för Schmeichel, vilket är mer än någon annan dansk landslagsspelare (2006). Han noterades för ett mål i landslagströjan efter mål mot Belgien 3 juni 2000.

## Meriter[1]
- Årets fotbollsspelare i Danmark 1990, 1993, 1999
- Europamästare 1992
- Premier League 1993, 1994, 1996, 1997, 1999
- FA-cupen 1994, 1996, 1999
- Ligacupen 1992
- UEFA Champions League 1999
- FA Charity Shield 1993, 1994, 1996, 1997
- World Club Cup 1999
- Dansk mästare 1987, 1988, 1990, 1991
- Dansk cupmästare 1989
- Portugisisk mästare 2000
- Inter-Toto cup 2001
- King Fahd Cup 1995

## Utmärkelser
- IFFHS utmärkelse Världens bästa målvakt,  1992
- Bästa europeiska målvakt,  1992
- Årets spelare i Premier League,  1996
- Riddare av Brittiska imperieorden

[Redigera Wikidata]